# زاكارياس كارالمبوس
زاكارياس كارالمبوس (باليونانية: Ζαχαρίας Χαραλάμπους)‏ هو لاعب كرة قدم قبرصي في مركز الدفاع، ولد في 25 مارس 1971 في فاماغوستا في قبرص الشمالية. شارك مع منتخب قبرص لكرة القدم. أما مع النوادي، فقد لعب مع أنورثوسيس فاماغوستا ونادي أبويل.

## وصلات خارجية
- زاكارياس كارالمبوس على موقع الاتحاد الدولي (مؤرشف)  (الإنجليزية)
- زاكارياس كارالمبوس على موقع قاعدة بيانات كرة القدم.إي يو (الإنجليزية)
- زاكارياس كارالمبوس على موقع ناشيونال فوتبول تيمز (الإنجليزية)